# Rototuna
Rototuna est une banlieue du nord de la cité de Hamilton, située dans l'Île du Nord de la Nouvelle-Zélande.

## Situation
Elle est limitée à l'est par la banlieue de Flagstaff.
Elle a été construite sur ce qui était précédemment le lit d’un ancien lac, duquel persiste le petit lac des anguilles de Rototuna.
C’est une des nouvelles banlieues en croissance rapide de la cité de Hamilton, avec les voisinages de Huntington et Flagstaff.
On note au nord, la présence de Horsham Downs, au nord-est la zone rurale de Waikato, à l’est la banlieue de Puketaha, au sud-est : la banlieue de Huntington, au sud : celle de Chartwell, au sud-ouest : Harrowfield, à l'ouest : la banlieue de Flagstaff, et au nord-ouest : Horotiu.

## Démographie
Toutes les statistiques sont du recensement de 2006.
- la population de Rototuna est de 3 117 habitants
- Le plus commun des groupes ethniques est européen avec 72,1 % puis asiatique 12,3 % et maori 7,6 %.
- Le taux de chômage pour la ville de Rototuna est de 2,5 %.

## Installation et attractions
Rototuna a trois centres commerciaux :
- Rototuna Shopping Centre avec un supermarché New World (en), une station d’essence BP petrol station, KFC, et Good Neighbour, un bar/restaurant ;
- St James Shopping Centre offre un supermarché Countdown (en), un point de vente Domino's Pizza, une salle de gym, un restaurant McDonald's et un centre de la société Palmers Planet Garden Centre ;
- Le centre multi-usage (en) récemment terminé, appelé Rototuna Village, est un mélange de magasins de détail, d’hospitalité, de bureaux et d’appartements de grand standing.

Les locataires comprennent les sociétés : Lonestar, Harcourts Real Estate, Pita Pit, Liquorland, ainsi que des fruits et légumes, Nutrition et une boucherie de spécialités.
- Des projets futurs pour le centre-ville sont inclus dans la planification du conseil.

Ceci serait situé au coin de Resolution Drive et de Borman Road, et comporterait des installations communautaires telles qu’une bibliothèque et peut-être une piscine, bien que les deux pourraient être partagés avec l’école supérieure

## Éducation
Il y a  deux écoles primaires dans le secteur de Rototuna : Rototuna Primary School et Te Totara Primary School.
Hamilton Christian School dessert tous les niveaux.
Il y a aussi de nombreux centres de l’enfance, répartis à travers toute la banlieue.
La Rototuna Junior High School a ouvert au début de l’année 2016 pour le démarrage de l’année scolaire et assure les années 7 à 10.
Rototuna Senior High School a ouvert au début de l’année 2017 pour le début de l’année scolaire et assure les années 11 à 13.
Les Junior et Senior high schools sont basées sur le même terrain et partagent certaines installations.
Rototuna High fut inaugurée pour les élections 2019 pour la mairie de Hamilton (en).